# يوهان إدوارد إردمان
يوهان إدوارد إردمان (بالألمانية: Johann Eduard Erdmann)‏ هو فيلسوف وأستاذ جامعي ألماني، ولد في 13 يونيو 1805 في فالميرا في لاتفيا، وتوفي في 12 يونيو 1892 في هاله في ألمانيا.